# Newlands, Hampshire
Newlands är en civil parish i Winchester i Hampshire i England, 1,25 km från Waterlooville. Den bildades den 1 april 2019.